# Objaw Stellwaga
Objaw Stellwaga – objaw chorobowy polegający na rzadkim mruganiu powiekami, pojawiający się w przypadkach nadczynności tarczycy, także w chorobie Parkinsona. Opisany przez austriackiego okulistę Carla Stellwaga von Cariona (1823-1904).